# Rayo de Jalisco
Máximino Linares Moreno, bättre känd under sitt artistnamn Rayo de Jalisco (sv: blixten från Jalisco), född 22 november 1932 i Milpa Alta, död 19 juli 2018 i Guadalajara var en mexikansk luchador (fribrottare) och skådespelare. Han var en av de mest framgångsrika mexikanska fribrottarna i sin generation, och hade sin storhetstid på 1960–1980-talen.
Som många andra mexikanska fribrottare uppträdde han i mask, enligt Lucha libres traditioner Rayo de Jaliscos mask var svart och heltäckande med en blixt i silver längs med mitten av ansiktet, samt sömmar i silver runt ögonen.
Den 30 juli 1989 förlorade han sin mask i en insatsmatch (Lucha de Apuestas) mot Blue Demon i Monterrey, Nuevo León. Eftersom Blue Demon segrade tvingades Rayo de Jalisco traditionsenligt att ta av sig den inom lucha libre så betydelsefulla masken och avslöja sin riktiga identitet inför tusentals åskådare. Matchen anses som en av de mest ikoniska genom tiderna.
Rayo de Jaliscos son tog över namnet och brottas under namnet Rayo de Jalisco, Jr. Även hans barnbarn Rayman är en framgångsrik fribrottare i Mexiko på den oberoende scenen.